# Sirska abeceda
Sirska abeceda je pisava, s katero se zapisuje sirščina. Tesno je povezana z ostalimi pisavami semitskih jezikov.

## Lastnosti
Sirščina se zapisuje od desne proti levi (opomba: v tem trenutku, tj. prva polovica leta 2005, jo na Mozilli temelječi spletni brskalniki zapisujejo v napačni smeri, tj. od leve proti desni). Je kurzivna pisava, kjer se nekatere (ne vse) črke v besedi povezujejo. Abeceda vsebuje 22 črk, vse so soglasniki, torej gre za abdžad. Za pravilno izgovorjavo mora torej bralec poznati besedo, v primerih dvoumnosti se lahko izgovorjavo nakaže z diakritičnimi znamenji. Tri črke lahko nakazujejo tudi samoglasnike. Prva črka, âlaph, je pogosto glotalni zaključek, lahko pa tudi nakaže samoglasnik na začetku ali koncu besede. Črka waw je tehnično gledano soglasnik v, lahko pa predstavlja tudi samoglasnika u in o. Podobno lahko črka yôdh, ki sicer predstavlja soglasnik j, predstavlja tudi samoglasnika i ali e. 
Ker sirščina ne pozna posebnih znakov za števke, se črke uporabljajo tudi za zapis številk.

## Oblike abecede
Obstajajo tri glavne oblike sirske abecede. Najstarejša in obenem tudi klasična oblika se imenuje estrangelo (estrangelâ), čigar ime izhaja iz grške besede στρογγυλη (strongile), ki pomeni »okroglo«. Estrangelo se ne uporablja več kot glavna pisava za zapis sirščine, vendar jo v zadnjem času poskušajo oživiti. Pogosto jo najdemo v znanstvenih besedilih, naslovih in napisih.
Zahodnosirska narečja se običajno zapisujejo z obliko serto (sertâ), kar pomeni »črta«, ki ji ponekod pravijo tudi jakobitska pisava. Večina črk je bila očitno uzpeljana iz estrangela, vendar so poenostavljene. Samoglasniki so običajno nakazani z miniaturnimi grškimi samoglasniki nad ali pod črkami, katerim ti samoglasniki sledijo. Α (velika alfa) tako predstavlja glas a, α (majhna alfa) predstavlja â (ki se ga izgovori kot o), ε (majhen epsilon) predstavlja e in ê, Ι (velika jota) predstavlja î, kombinacija Υ (veliki ipsilon) in ο (majhen omikron) pa predstavlja û. 
Vzhodnosirska narečja se zapisujejo z obliko madnhojo (madnhâyâ kar pomeni »vzhodno«), ki ji po izrazu iz časa psovanja kristjanov v Perzijskem imperiju pogosto pravijo tudi nestorjanska pisava. Vzhodna pisava je bolj kot zahodna podobna estrangelu. Samoglasniki so nakazani s sistemom pik nad ali pod črkami. 
Ko je arabščina začela prevladovati na območju rodovitnega polmeseca, so se besedila v arabščini pogosto zapisovala s sirsko pisavo. Tem pisavam pogosto pravimo karšuni oz. garšuni.

## Abeceda
Estrangelo je tudi del standarda Unicode v območju med U+0700 in U+074F.
| Ime črke | Normalna oblika | Končna povezana | Končna nepovezana | Unicode | Izgovorjava                                  |
| -------- | --------------- | --------------- | ----------------- | ------- | -------------------------------------------- |
| 'Âlaph   |                 |                 |                   | ܐ       | ʔ (glotalni zaključek) ali neslišen          |
| Bêth     |                 |                 |                   | ܒ       | trdo: b, mehko: v ali w                      |
| Gâmal    |                 |                 |                   | ܓ       | trdo: g, mehko: ɣ                            |
| Dâlath   |                 |                 |                   | ܕ       | trdo: d, mehko: ð                            |
| Hê       |                 |                 |                   | ܗ       | h                                            |
| Waw      |                 |                 |                   | ܘ       | soglasnik: w, samoglasnik: u ali o           |
| Zain     |                 |                 |                   | ܙ       | z                                            |
| Hêth     |                 |                 |                   | ܚ       | ħ                                            |
| Têth     |                 |                 |                   | ܛ       | tˁ                                           |
| Yôdh     |                 |                 |                   | ܝ       | soglasnik: j, samoglasnik: i ali e           |
| Kâph     |                 |                 |                   | ܟ       | trdo: k, mehko: x                            |
| Lâmadh   |                 |                 |                   | ܠ       | l                                            |
| Mîm      |                 |                 |                   | ܡ       | m                                            |
| Nûn      |                 |                 |                   | ܢ       | n                                            |
| Semkath  |                 |                 |                   | ܣ / ܤ   | s                                            |
| `Ê       |                 |                 |                   | ܥ       | ʕ                                            |
| Pê       |                 |                 |                   | ܦ       | trdo: p, mehko: f ali w                      |
| Çâdhê    |                 |                 |                   | ܨ       | sˁ                                           |
| Qôph     |                 |                 |                   | ܩ       | q                                            |
| Rêš      |                 |                 |                   | ܪ       | r                                            |
| Šîn      |                 |                 |                   | ܫ       | ʃ                                            |
| Taw      |                 |                 |                   | ܬ       | trdo: t, mehko: θ                            |
|          |                 |                 |                   |         | kombinacija Lâmadh in 'Âlaph na koncu besede |
|          |                 |                 |                   |         | kombinacija Taw in 'Âlaph na koncu besede    |